# Friedrich von Pechmann

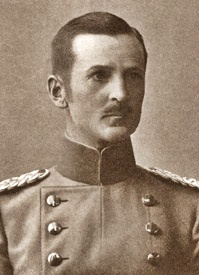
Friedrich von Pechmann, 1910

Friedrich Freiherr von Pechmann (* 28. Juli 1862 in Wolfratshausen; † 6. Dezember 1919 in Eichstätt) war ein bayerischer Generalleutnant im Ersten Weltkrieg.

## Leben

### Herkunft
Friedrich von Pechmann war der Sohn des bayerischen Regierungs- und Kreisbaurates Otto von Pechmann und dessen Ehefrau Sekunda, geborene Striedinger. Der Offizier und Ingenieur Heinrich von Pechmann (1774–1861) war sein Großvater.

### Militärkarriere
Pechmann trat nach Absolvierung der Realschule am 4. Oktober 1880 als Dreijährig-Freiwilliger in das 12. Infanterie-Regiment „Prinz Arnulf“ der Bayerischen Armee in Neu-Ulm ein. Hier wurde er am 13. August 1881 Portepèefähnrich sowie am 24. Mai 1883 Sekondeleutnant. Ab 1890 war Pechmann bis 1893 jährlich zur Militärschießschule kommandiert, wurde zwischenzeitlich am 13. Juni 1892 Premierleutnant und dann 1894 zur Unteroffiziersschule unter Stellung à la suite seines Regiments versetzt. Mit seiner Beförderung zum Hauptmann am 17. März 1897 wurde Pechmann Kompaniechef in seinem Stammregiment. Am 24. August 1898 folgte seine Versetzung nach München in das Infanterie-Leib-Regiment und am 27. Oktober 1906 seine Beförderung zum Major. Als solcher übernahm Pechmann 1907 ein Bataillon im 17. Infanterie-Regiment „Orff“, ehe er im Jahr darauf zum Stab der 3. Infanteriebrigade versetzt wurde. Es folgten dann Verwendungen bei der 2. Division sowie als Kommandeur der Militärschießschule Augsburg. In dieser Stellung wurde Pechmann am 7. März 1910 Oberstleutnant. Nach seiner Beförderung zum Oberst am 19. September 1912 übernahm Pechmann zum 1. Oktober des Jahres als Kommandeur das Infanterie-Leib-Regiment. Unter seiner Ägide feierte die Einheit im Sommer 1914 ihr 100. Gründungsjubiläum.
Mit Ausbruch des Ersten Weltkriegs führte er sein Regiment in die Anfangsgefechte an der Westfront bei Badonviller, Saarburg, Gélaucourt, Hauconcourt, wurde am 10. September 1914 Generalmajor und gab schließlich sein Kommando am 25. Dezember 1914 an Franz Xaver Epp ab. Pechmann wurde daraufhin Kommandeur der neu aufgestellten 15. Reserve-Infanterie-Brigade. Mit ihr war er zunächst bis Mai 1915 noch an der Westfront im Einsatz und verlegte dann kurzzeitig in den Osten, um sich an der Durchbruchsschlacht von Lubaczów und der Schlacht bei Lemberg zu beteiligen. Im Juli kehrte der Großverband an die Westfront zurück und lag hier im Stellungskrieg im Oberelsass. 1916 kam es zum Einsatz während der Schlacht an der Somme, denen sich Stellungskämpfe bei Roye-Noyon anschlossen. Pechmanns Brigade wurde dann dem Alpenkorps unterstellt und nahm mit diesem an Rumänienfeldzug teil. Für die erfolgreiche Erstürmung der Stellungen am Monte Cozia vom 23. Oktober bis 13. November 1916 wurde Pechmann mit der höchsten bayerischen Tapferkeitsauszeichnung, dem Ritterkreuz des Militär-Max-Joseph-Ordens beliehen. Mit Datum vom 19. Februar 1917 übernahm Pechmann bis zum Kriegsende das Kommando über die im Westen kämpfende 1. Reserve-Division. Als solcher wurde er am 21. August 1918 Generalleutnant.
Mit dem Waffenstillstand von Compiègne führte Pechmann seine Truppen in die Heimat zurück und wurde nach deren Demobilisierung aus dem Militärdienst verabschiedet.

### Familie
Pechmann hatte sich am 6. Dezember 1897 im Kempten mit Elisabeth, geborene Dornier verheiratet. Aus der Ehe gingen zwei Söhne und drei Töchter hervor.

### Auszeichnungen
- Bayerischer Militärverdienstorden II. Klasse mit Schwertern
- Ehrenkreuz des Verdienstordens vom Heiligen Michael
- Roter Adlerorden II. Klasse mit Schwertern
- Österreichisches Militärverdienstkreuz II. Klasse mit Kriegsdekoration
- Ritter I. Klasse des Ordens der Aufgehenden Sonne
- Kommandeur II. Klasse des Schwertordens